# Victor-Gheorghe Manea
Victor-Gheorghe Manea (n. 1 septembrie 1967

) este un deputat român, ales în 2012 din partea Partidului Național Liberal.